# Wereldkampioenschap voetbal vrouwen onder 20 - 2010
Het Wereldkampioenschap voetbal onder 20 vrouwen - 2010 is de 5e editie zijn van het FIFA Wereldkampioenschap voetbal onder 20 vrouwen. Het toernooi vindt plaats in Duitsland.
Aan dit toernooi doen 16 teams mee van de zes confederaties die strijden om de wereldtitel. Duitsland is als gastland automatisch gekwalificeerd voor de eindronde. De titelhouder is de Verenigde Staten die in 2008 de wereldtitel veroverde ten koste van Noord-Korea.

## Keuze van de FIFA
Op 14 maart 2008 deelde de FIFA officieel mee dat Duitsland als gastland is gekozen, het zal de derde keer zijn dat Duitsland een Wereldkampioenschap voetbal organiseert na het wereldkampioenschap voetbal 1974 en het wereldkampioenschap voetbal 2006. Dit toernooi zal één jaar voor het Wereldkampioenschap voetbal vrouwen 2011 worden georganiseerd dat ook in Duitsland wordt gehouden.

## Speelsteden
| Augsburg           | Bielefeld          | Bochum             | Dresden               |
| ------------------ | ------------------ | ------------------ | --------------------- |
| Impuls Arena       | Bielefelder Alm    | Ruhrstadion        | Rudolf-Harbig-Stadion |
| Capaciteit: 30.120 | Capaciteit: 27.300 | Capaciteit: 31.328 | Capaciteit: 32.066    |
|                    |                    |                    |                       |

## Gekwalificeerde teams
| Confederatie (Continent)            | Kwalificatietoernooi  | Gekwalificeerde teams                 |
| ----------------------------------- | --------------------- | ------------------------------------- |
| AFC (Azië)                          |                       | Noord-Korea Zuid-Korea Japan          |
| CAF (Afrika)                        | kwalificatie          | Ghana Nigeria                         |
| CONCACAF (Noord- en Midden-Amerika) |                       | Verenigde Staten Mexico Costa Rica    |
| CONMEBOL (Zuid-Amerika)             |                       | Colombia Brazilië                     |
| OFC (Oceanië)                       |                       | Nieuw-Zeeland                         |
| UEFA (Europa)                       | kwalificatie          | Engeland Zweden Frankrijk Zwitserland |
| Gastland                            | automatisch geplaatst | Duitsland                             |

## Loting
De loting voor de eindronde vond plaats op 22 april 2010 in Dresden, Duitsland.

## Groepsfase

#### Groep A
| Team       | Pld | W | D | L | GF | GA | GD | Pts |
| ---------- | --- | - | - | - | -- | -- | -- | --- |
| Duitsland  | 3   | 3 | 0 | 0 | 11 | 4  | +7 | 9   |
| Colombia   | 3   | 1 | 1 | 1 | 5  | 4  | +1 | 4   |
| Frankrijk  | 3   | 1 | 1 | 1 | 4  | 5  | −1 | 4   |
| Costa Rica | 3   | 0 | 0 | 3 | 2  | 9  | −7 | 0   |

|                    |                                                            |                  |                                                      |                                                                      |
| 13 juli 2010 11:30 | Duitsland                                                  | 4 – 2            | Costa Rica                                           | Ruhrstadion, Bochum Toeschouwers: 23.995 Scheidsrechter: Hong Eun Ah |
| 13 juli 2010 11:30 | Svenja Huth 2' Alexandra Popp 16', 53' Marina Hegering 57' | Wedstrijdverslag | Carolina Venegas 45+1' Katherine Alvarado 72' (pen.) | Ruhrstadion, Bochum Toeschouwers: 23.995 Scheidsrechter: Hong Eun Ah |

|                    |                  |                  |                    |                                                                       |
| 13 juli 2010 14:30 | Colombia         | 1 – 1            | Frankrijk          | Ruhrstadion, Bochum Toeschouwers: 2.500 Scheidsrechter: Etsuko Fukano |
| 13 juli 2010 14:30 | Lady Andrade 86' | Wedstrijdverslag | Marina Makanza 16' | Ruhrstadion, Bochum Toeschouwers: 2.500 Scheidsrechter: Etsuko Fukano |

|                    |            |                  |                        |                                                                         |
| 16 juli 2010 15:00 | Costa Rica | 0 - 2            | Frankrijk              | Ruhrstadion, Bochum Toeschouwers: 15.545 Scheidsrechter: Dagmar Damkova |
| 16 juli 2010 15:00 |            | Wedstrijdverslag | Marina Makanza 67' 83' | Ruhrstadion, Bochum Toeschouwers: 15.545 Scheidsrechter: Dagmar Damkova |

|                    |                                                          |                  |                   |                                                                             |
| 16 juli 2010 18:00 | Duitsland                                                | 3 - 1            | Colombia          | Ruhrstadion, Bochum Toeschouwers: 15.545 Scheidsrechter: Carol Anne Chenard |
| 16 juli 2010 18:00 | Alexandra Popp 21' Sylvia Arnold 50' Marina Hegering 55' | Wedstrijdverslag | Melissa Ortiz 82' | Ruhrstadion, Bochum Toeschouwers: 15.545 Scheidsrechter: Carol Anne Chenard |

|                    |             |                  |                                                   |                                                                                 |
| 20 juli 2010 11:30 | Frankrijk   | 1 - 4            | Duitsland                                         | Impuls Arena, Augsburg Toeschouwers: 26.273 Scheidsrechter: Alexandra Ihringova |
| 20 juli 2010 11:30 | Crammer 48' | Wedstrijdverslag | Alexandra Popp 10' 35' 60' Dzsenifer Marozsan 73' | Impuls Arena, Augsburg Toeschouwers: 26.273 Scheidsrechter: Alexandra Ihringova |

|                    |            |                  |                                                    |                                                                                        |
| 20 juli 2010 11:30 | Costa Rica | 0 - 3            | Colombia                                           | Rudolf-Harbig-Stadion, Dresden Toeschouwers: 12.863 Scheidsrechter: Cristina Dorcioman |
| 20 juli 2010 11:30 |            | Wedstrijdverslag | Daniela Montoya 24' 40' Yorely Rincon 90+3' (pen.) | Rudolf-Harbig-Stadion, Dresden Toeschouwers: 12.863 Scheidsrechter: Cristina Dorcioman |

#### Groep B
| Team          | Pld | W | D | L | GF | GA | GD | Pts |
| ------------- | --- | - | - | - | -- | -- | -- | --- |
| Zweden        | 3   | 2 | 1 | 0 | 6  | 4  | +2 | 7   |
| Noord-Korea   | 3   | 2 | 0 | 1 | 5  | 4  | +1 | 6   |
| Brazilië      | 3   | 1 | 1 | 1 | 5  | 3  | +2 | 4   |
| Nieuw-Zeeland | 3   | 0 | 0 | 3 | 3  | 8  | −5 | 0   |

|                    |          |                  |                |                                                                                     |
| 13 juli 2010 11:30 | Brazilië | 0 – 1            | Noord-Korea    | Bielefelder Alm, Bielefeld Toeschouwers: 10.065 Scheidsrechter: Alexandra Ihringova |
| 13 juli 2010 11:30 |          | Wedstrijdverslag | Ho Un-Byol 69' | Bielefelder Alm, Bielefeld Toeschouwers: 10.065 Scheidsrechter: Alexandra Ihringova |

|                    |                            |                  |                      |                                                                                    |
| 13 juli 2010 14:30 | Zweden                     | 2 – 1            | Nieuw-Zeeland        | Bielefelder Alm, Bielefeld Toeschouwers: 10.065 Scheidsrechter: Carol Anne Chenard |
| 13 juli 2010 14:30 | Antonia Görranson 56', 67' | Wedstrijdverslag | Hannah Wilkinson 33' | Bielefelder Alm, Bielefeld Toeschouwers: 10.065 Scheidsrechter: Carol Anne Chenard |

|                    |                     |                  |                       |                                                                            |
| 16 juli 2010 15:00 | Brazilië            | 1 - 1            | Zweden                | Bielefelder Alm, Bielefeld Toeschouwers: 6.630 Scheidsrechter: Hong Eun-Ah |
| 16 juli 2010 15:00 | Rafaelle 53' (pen.) | Wedstrijdverslag | Antonia Göransson 36' | Bielefelder Alm, Bielefeld Toeschouwers: 6.630 Scheidsrechter: Hong Eun-Ah |

|                    |                                         |                  |                         |                                                                            |
| 16 juli 2010 18:00 | Noord-Korea                             | 2 - 1            | Nieuw-Zeeland           | Bielefelder Alm, Bielefeld Toeschouwers: 6.630 Scheidsrechter: Mercy Tagoe |
| 16 juli 2010 18:00 | Yun Hyon-Hi 12' Kim Un Hyang 65' (pen.) | Wedstrijdverslag | Bridgette Armstrong 90' | Bielefelder Alm, Bielefeld Toeschouwers: 6.630 Scheidsrechter: Mercy Tagoe |

|                    |                 |                  |                                      |                                                                                    |
| 20 juli 2010 14:30 | Nieuw-Zeeland   | 1 - 4            | Brazilië                             | Rudolf-Harbig-Stadion, Dresden Toeschouwers: 12.863 Scheidsrechter: Dagmar Damkova |
| 20 juli 2010 14:30 | Rosie White 89' | Wedstrijdverslag | Ludmila 25' Leah 59' Débora 87', 90' | Rudolf-Harbig-Stadion, Dresden Toeschouwers: 12.863 Scheidsrechter: Dagmar Damkova |

|                    |                                     |                  |                                                              |                                                                                |
| 20 juli 2010 14:30 | Noord-Korea                         | 2 - 3            | Zweden                                                       | Impuls Arena, Augsburg Toeschouwers: 26.273 Scheidsrechter: Carol Anne Chenard |
| 20 juli 2010 14:30 | Kim Myong Gum 26' Jon Myong Hwa 62' | Wedstrijdverslag | Sofia Jakobsson 43' Antonia Goransson Hyon Un Hui 75' (e.d.) | Impuls Arena, Augsburg Toeschouwers: 26.273 Scheidsrechter: Carol Anne Chenard |

#### Groep C
| Team     | Pld | W | D | L | GF | GA | GD | Pts |
| -------- | --- | - | - | - | -- | -- | -- | --- |
| Mexico   | 2   | 1 | 2 | 0 | 5  | 4  | +1 | 5   |
| Nigeria  | 2   | 1 | 2 | 0 | 4  | 3  | +1 | 5   |
| Japan    | 2   | 1 | 1 | 1 | 7  | 6  | +1 | 4   |
| Engeland | 2   | 0 | 1 | 2 | 2  | 5  | −3 | 1   |

|                    |                  |                  |                       |                                                                            |
| 14 juli 2010 11:30 | Engeland         | 1 – 1            | Nigeria               | Impuls Arena, Augsburg Toeschouwers: 2.400 Scheidsrechter: Jenny Palmqvist |
| 14 juli 2010 11:30 | Kerys Harrop 45' | Wedstrijdverslag | Desire Oparanozie 59' | Impuls Arena, Augsburg Toeschouwers: 2.400 Scheidsrechter: Jenny Palmqvist |

|                    |                                                        |                  |                                                              |                                                                              |
| 14 juli 2010 14:30 | Mexico                                                 | 3 – 3            | Japan                                                        | Impuls Arena, Augsburg Toeschouwers: 2.400 Scheidsrechter: Bibiana Steinhaus |
| 14 juli 2010 14:30 | Renae Cuellar 31' Charlyn Corral 41' Nayeli Rangel 45' | Wedstrijdverslag | Megumi Takase 19' Renae Cuellar 64' (e.d.) Mana Iwabuchi 88' | Impuls Arena, Augsburg Toeschouwers: 2.400 Scheidsrechter: Bibiana Steinhaus |

|                    |                                             |                  |                   |                                                                               |
| 17 juli 2010 15:00 | Nigeria                                     | 2 - 1            | Japan             | Impuls Arena, Augsburg Toeschouwers: 3.100 Scheidsrechter: Cristina Dorcioman |
| 17 juli 2010 15:00 | Amarachi Okoronkwo 6' Desire Oparanozie 17' | Wedstrijdverslag | Mana Iwabuchi 62' | Impuls Arena, Augsburg Toeschouwers: 3.100 Scheidsrechter: Cristina Dorcioman |

|                    |          |                  |                   |                                                                         |
| 17 juli 2010 18:00 | Engeland | 0 - 1            | Mexico            | Impuls Arena, Augsburg Toeschouwers: 3.100 Scheidsrechter: Silvia Reyes |
| 17 juli 2010 18:00 |          | Wedstrijdverslag | Renea Cuellar 62' | Impuls Arena, Augsburg Toeschouwers: 3.100 Scheidsrechter: Silvia Reyes |

|                    |                                             |                  |                        |                                                                            |
| 21 juli 2010 15:00 | Japan                                       | 3 - 1            | Engeland               | Bielefelder Alm, Bielefeld Toeschouwers: 5.420 Scheidsrechter: Mercy Tagoe |
| 21 juli 2010 15:00 | Emi Nakajima 20' Natsuki Kishikawa 74', 78' | Wedstrijdverslag | Toni Duggan 83' (pen.) | Bielefelder Alm, Bielefeld Toeschouwers: 5.420 Scheidsrechter: Mercy Tagoe |

|                    |                |                  |                        |                                                                            |
| 21 juli 2010 15:00 | Nigeria        | 1 - 1            | Mexico                 | Ruhrstadion, Bochum Toeschouwers: 2.450 Scheidsrechter: Christina Pedersen |
| 21 juli 2010 15:00 | Ebere Orji 16' | Wedstrijdverslag | Alina Garciamendez 77' | Ruhrstadion, Bochum Toeschouwers: 2.450 Scheidsrechter: Christina Pedersen |

#### Groep D
| Team             | Pld | W | D | L | GF | GA | GD  | Pts |
| ---------------- | --- | - | - | - | -- | -- | --- | --- |
| Verenigde Staten | 3   | 2 | 1 | 0 | 7  | 1  | +6  | 7   |
| Zuid-Korea       | 3   | 2 | 0 | 1 | 8  | 3  | +5  | 6   |
| Ghana            | 3   | 1 | 1 | 1 | 5  | 5  | 0   | 4   |
| Zwitserland      | 3   | 0 | 0 | 3 | 0  | 11 | −11 | 0   |

|                    |             |                  |                                          |                                                                                 |
| 14 juli 2010 15:00 | Zwitserland | 0 - 4            | Zuid-Korea                               | Rudolf-Harbig-Stadion, Dresden Toeschouwers: 9.430 Scheidsrechter: Silvia Reyes |
| 14 juli 2010 15:00 |             | Wedstrijdverslag | Ji So-Yun 34' 52' 64' Lee Hyun-Young 42' | Rudolf-Harbig-Stadion, Dresden Toeschouwers: 9.430 Scheidsrechter: Silvia Reyes |

|                    |                   |                  |                     |                                                                                   |
| 14 juli 2010 18:00 | Verenigde Staten  | 1 - 1            | Ghana               | Rudolf-Harbig-Stadion, Dresden Toeschouwers: 9.430 Scheidsrechter: Dagmar Damkova |
| 14 juli 2010 18:00 | Sydney Leroux 70' | Wedstrijdverslag | Elizabeth Cudjoe 7' | Rudolf-Harbig-Stadion, Dresden Toeschouwers: 9.430 Scheidsrechter: Dagmar Damkova |

|                    |                                          |                 |                                                   |                                                                                        |
| 17 juli 2010 15:00 | Ghana                                    | 2 - 4           | Zuid-Korea                                        | Rudolf-Harbig-Stadion, Dresden Toeschouwers: 17.234 Scheidsrechter: Christina Pedersen |
| 17 juli 2010 15:00 | Deborah Afriyie 28' Elizabeth Cudjoe 56' | Westrijdverslag | Ji So-Yun 41' 87' Kim Narae 62' Kim Jin-Young 70' | Rudolf-Harbig-Stadion, Dresden Toeschouwers: 17.234 Scheidsrechter: Christina Pedersen |

|                    |                                                                |                  |             |                                                                                   |
| 17 juli 2010 18:00 | Verenigde Staten                                               | 5 - 0            | Zwitserland | Rudolf-Harbig-Stadion, Dresden Toeschouwers: 17.234 Scheidsrechter: Etsuko Fukano |
| 17 juli 2010 18:00 | Kristie Mewis 4' Sydney Leroux 23' 52' 76' Zakiya Bywaters 25' | Wedstrijdverslag |             | Rudolf-Harbig-Stadion, Dresden Toeschouwers: 17.234 Scheidsrechter: Etsuko Fukano |

|                    |            |                  |                   |                                                                                  |
| 21 juli 2010 18:00 | Zuid-Korea | 0 - 1            | Verenigde Staten  | Bielefelder Alm, Bielefeld Toeschouwers: 5.420 Scheidsrechter: Bibiana Steinhaus |
| 21 juli 2010 18:00 |            | Wedstrijdverslag | Sydney Leroux 21' | Bielefelder Alm, Bielefeld Toeschouwers: 5.420 Scheidsrechter: Bibiana Steinhaus |

|                    |                                         |                  |             |                                                                            |
| 21 juli 2010 18:00 | Ghana                                   | 2 - 0            | Zwitserland | Ruhrstadion, Bochum Toeschouwers: 2.450 Scheidsrechter: Florence Guillemin |
| 21 juli 2010 18:00 | Elizabeth Addo 31' Elizabeth Cudjoe 42' | Wedstrijdverslag |             | Ruhrstadion, Bochum Toeschouwers: 2.450 Scheidsrechter: Florence Guillemin |

### Knock-outfase
|  | Kwartfinale        | Kwartfinale        |                       |       | Halve Finale          | Halve Finale          |   |  | Finale | Finale |
|  |                    |                    |                       |       |                       |                       |   |  |        |        |
|  | 24 juli, Bochum    |                    |                       |       |                       |                       |   |  |        |        |
|  |                    |                    |                       |       |                       |                       |   |  |        |        |
|  | Duitsland          | 2                  |                       |       |                       |                       |   |  |        |        |
|  | Duitsland          | 2                  | 29 juli, Bochum       |       |                       |                       |   |  |        |        |
|  | Noord-Korea        | 0                  |                       |       |                       |                       |   |  |        |        |
|  | Noord-Korea        | 0                  | Duitsland             | 5     |                       |                       |   |  |        |        |
|  | 25 juli, Dresden   |                    | Duitsland             | 5     |                       |                       |   |  |        |        |
|  |                    | Zuid-Korea         | 1                     |       |                       |                       |   |  |        |        |
|  | Mexico             | Zuid-Korea         | 1                     | 1     |                       |                       |   |  |        |        |
|  | Mexico             |                    | 1 augustus, Bielefeld | 1     |                       |                       |   |  |        |        |
|  | Zuid-Korea         | 3                  |                       |       |                       |                       |   |  |        |        |
|  | Zuid-Korea         | 3                  | Duitsland             | 2     |                       |                       |   |  |        |        |
|  | 24 juli, Bielefeld |                    | Duitsland             | 2     |                       |                       |   |  |        |        |
|  |                    | Nigeria            | 0                     |       |                       |                       |   |  |        |        |
|  | Zweden             | Nigeria            | 0                     | 0     |                       |                       |   |  |        |        |
|  | Zweden             | 29 juli, Bielefeld |                       | 0     |                       |                       |   |  |        |        |
|  | Colombia           | 2                  |                       |       |                       |                       |   |  |        |        |
|  | Colombia           | 2                  | Colombia              | 0     | 3e/4e plaats          | 3e/4e plaats          |   |  |        |        |
|  | 25 juli, Augsburg  |                    | Colombia              | 0     | 3e/4e plaats          | 3e/4e plaats          |   |  |        |        |
|  |                    | Nigeria            | 1                     |       | 1 augustus, Bielefeld | 1 augustus, Bielefeld |   |  |        |        |
|  | Verenigde Staten   | Nigeria            | 1                     | 1 (2) | 1 augustus, Bielefeld | 1 augustus, Bielefeld |   |  |        |        |
|  | Verenigde Staten   |                    |                       |       |                       | Zuid-Korea            | 1 |  |        |        |
|  | Nigeria            | 1 (4)              |                       |       |                       | Zuid-Korea            | 1 |  |        |        |
|  | Nigeria            | 1 (4)              | Colombia              | 0     |                       |                       |   |  |        |        |
|  |                    |                    | Colombia              | 0     |                       |                       |   |  |        |        |

#### Kwartfinale
|                    |        |                  |                                     |                                                                     |
| 24 juli 2010 11:30 | Zweden | 0 - 2            | Colombia                            | Ruhrstadion, Bochum Toeschouwers: 4.735 Scheidsrechter: Hong Eun Ah |
| 24 juli 2010 11:30 |        | Wedstrijdverslag | Yorely Rincon 11' Tatiana Ariza 22' | Ruhrstadion, Bochum Toeschouwers: 4.735 Scheidsrechter: Hong Eun Ah |

|                    |                                      |                  |             |                                                                              |
| 24 juli 2010 18:00 | Duitsland                            | 2 - 0            | Noord-Korea | Bielefelder Alm, Bielefeld Toeschouwers: 16.946 Scheidsrechter: Silvia Reyes |
| 24 juli 2010 18:00 | Alexandra Popp 43' Sylvia Arnold 69' | Wedstrijdverslag |             | Bielefelder Alm, Bielefeld Toeschouwers: 16.946 Scheidsrechter: Silvia Reyes |

|                    |                  |                  |                  |                                                                                        |
| 25 juli 2010 11:30 | Verenigde Staten | 1 - 1 (nv)       | Nigeria          | Rudolf-Harbig-Stadion, Dresden Toeschouwers: 7.135 Scheidsrechter: Alexandra Ihringova |
| 25 juli 2010 11:30 | Amber Brooks 9'  | Wedstrijdverslag | Helen Ukaonu 79' | Rudolf-Harbig-Stadion, Dresden Toeschouwers: 7.135 Scheidsrechter: Alexandra Ihringova |

|                                                            |       | strafschoppen                                           |  |
| Christine Nairn Mollie Pathman Kristie Mewis Sydney Leroux | 2 - 4 | Joy Jegede Helen Ukaonu Esther Sunday Desire Oparanozie |  |

|                    |                         |                  |                                       |                                                                            |
| 25 juli 2010 18:30 | Mexico                  | 1 - 3            | Zuid-Korea                            | Impuls Arena, Augsburg Toeschouwers: 21.146 Scheidsrechter: Dagmar Damkova |
| 25 juli 2010 18:30 | Natalia Gómez Junco 83' | Wedstrijdverslag | Lee Hyun Young 14', 67' Ji So-Yun 28' | Impuls Arena, Augsburg Toeschouwers: 21.146 Scheidsrechter: Dagmar Damkova |

#### Halve finale
|                    |                                                                   |                  |               |                                                                       |
| 29 juli 2010 15:30 | Duitsland                                                         | 5 - 1            | Zuid-Korea    | Ruhrstadion, Bochum Toeschouwers: 18.217 Scheidsrechter: Silvia Reyes |
| 29 juli 2010 15:30 | Svenja Huth 13' Kim Kulig 26', 53' Alexandra Popp 50', 67' (pen.) | Wedstrijdverslag | Ji So Yun 64' | Ruhrstadion, Bochum Toeschouwers: 18.217 Scheidsrechter: Silvia Reyes |

|                    |          |                  |               |                                                                                   |
| 29 juli 2010 18:30 | Colombia | 0 - 1            | Nigeria       | Bielefelder Alm, Bielefeld Toeschouwers: 7.040 Scheidsrechter: Christina Pedersen |
| 29 juli 2010 18:30 |          | Wedstrijdverslag | Ebere Orji 2' | Bielefelder Alm, Bielefeld Toeschouwers: 7.040 Scheidsrechter: Christina Pedersen |

#### Troostfinale
|                       |               |                  |          |                                                                                   |
| 1 augustus 2010 12:00 | Zuid-Korea    | 1 - 0            | Colombia | Bielefelder Alm, Bielefeld Toeschouwers: 24.633 Scheidsrechter: Bibiana Steinhaus |
| 1 augustus 2010 12:00 | Ji So-Yun 49' | Wedstrijdverslag |          | Bielefelder Alm, Bielefeld Toeschouwers: 24.633 Scheidsrechter: Bibiana Steinhaus |

#### Finale
|                       |                                   |                  |         |                                                                                    |
| 1 augustus 2010 15:00 | Duitsland                         | 2 - 0            | Nigeria | Bielefelder Alm, Bielefeld Toeschouwers: 24.633 Scheidsrechter: Carol Anne Chenard |
| 1 augustus 2010 15:00 | Alexandra Popp 8' Kim Kulig 90+2' | Wedstrijdverslag |         | Bielefelder Alm, Bielefeld Toeschouwers: 24.633 Scheidsrechter: Carol Anne Chenard |

Canada 2002 · 
Thailand 2004 · 
Rusland 2006 · 
Chili 2008 · 
Duitsland 2010 · 
Japan 2012 · 
Canada 2014 · 
Papoea-Nieuw-Guinea 2016·
Frankrijk 2018·
Costa Rica 2022·
Colombia 2024
Jeugd-WK's mannen: Onder 17 · Onder 20
 Jeugd-WK's vrouwen: Onder 17